# 蒼眼蝶屬
蒼眼蝶屬（學名：Auca）是蛺蝶科眼蝶亞科眼蝶族中的一個屬。共有2個物種，分佈於南美洲。

## 物種
- Auca barrosi
- 珂蒼眼蝶 Auca coctei
- Auca nycteropus
- 蒼眼蝶 Auca pales